# Kalanchoe craibii
Kalanchoe craibii är en fetbladsväxtart som beskrevs av R.-hamet. Kalanchoe craibii ingår i släktet Kalanchoe och familjen fetbladsväxter. Inga underarter finns listade i Catalogue of Life.